# Кокбай
Кокба́й (каз. Көкбай) — село у складі Абайського району Абайської області Казахстану. Адміністративний центр та єдиний населений пункт Кокбайського сільського округу.
Населення — 1469 осіб (2021; 1954 у 2009, 2254 у 1999, 1932 у 1989).
Національний склад станом на 1989 рік:
- казахи — 100 %

До 1998 року село називалось Кизилтас.